# Pożegnalny walc
Pożegnalny walc (oryg. Waterloo Bridge) – amerykański melodramat filmowy z 1940 roku w reżyserii Mervyna LeRoya. Scenariusz powstał na motywach sztuki Roberta E. Sherwooda. Obraz jest remakiem filmu z 1931 pod tym samym tytułem. Trzecia wersja, Gaby, została nakręcona w 1956.
Film otrzymał dwie nominacje do Oscara w kategoriach: najlepsze zdjęcia i najlepsza muzyka filmowa.

## Fabuła
W przededniu II wojny światowej brytyjski oficer (Robert Taylor) wspomina na moście Waterloo siebie jako młodego kapitana w czasie I wojny i swoją miłość do pięknej baletnicy (Vivien Leigh), którą miał poślubić. Poznał ją w 1914 w Londynie, na tym samym moście. Była to miłość od pierwszego wejrzenia. W ciągu krótkiego czasu postanowili się pobrać. Roy jednak otrzymał niespodziewanie wezwanie na front i musiał wyjechać. Myra, pragnąc go pożegnać na dworcu, zaniedbała swoje obowiązki baletnicy, przez co została zmuszona do opuszczenia zespołu. Wkrótce przeczytała w gazecie, że Roy zginął. Zdesperowana i pozbawiona środków do życia, została prostytutką. Po jakimś czasie okazuje się jednak, że Roy żyje.

## Obsada
- Vivien Leigh jako Myra Lester
- Robert Taylor jako Roy Cronin
- Lucile Watson jako lady Margaret Cronin
- Virginia Field jako Kitty Meredith
- Marija Uspienska jako madame Olga Kirowa
- C. Aubrey Smith jako książę